# دالان گدازه

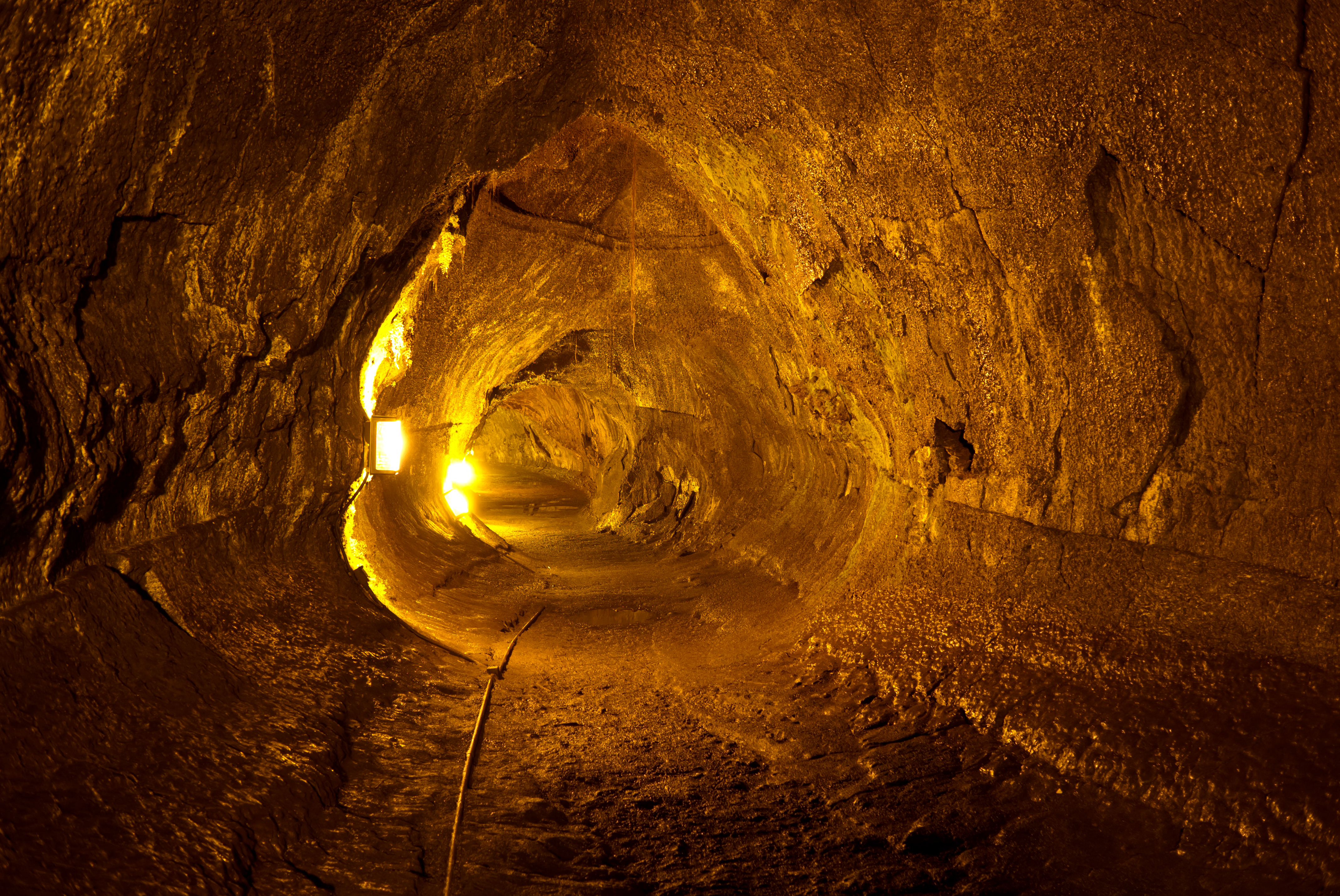
در پارک ملی آتش‌فشان‌های هاوایی

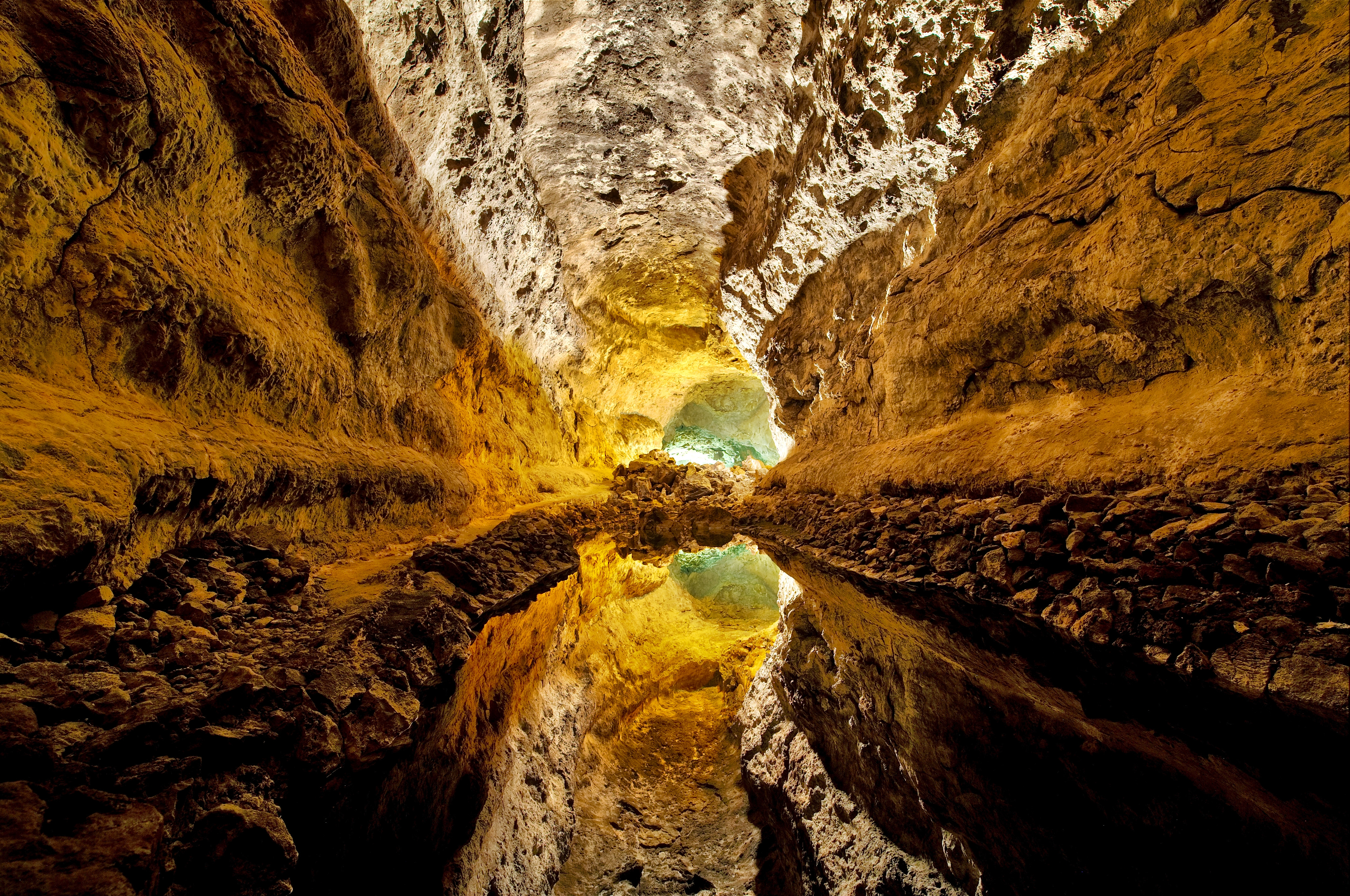
یک دالان گدازه در جزیره لانزاروته کشور اسپانیا.

دالان گدازه مجراهای طبیعی هستند که گدازه‌های آتشفشانی از خود به جا می‌گذارند. گزارش شده‌است که دالان‌های گدازه در ماه هم وجود دارند. 

## چگونگی تشکیل
دالان گدازه گونه‌ای از غار گدازه‌ای است که در اثر تشکیل پوستهٔ سخت و پیوستهٔ در بالای جریان گدازه با لزجت کم به وجود آمده‌است. 